# 촉각소체

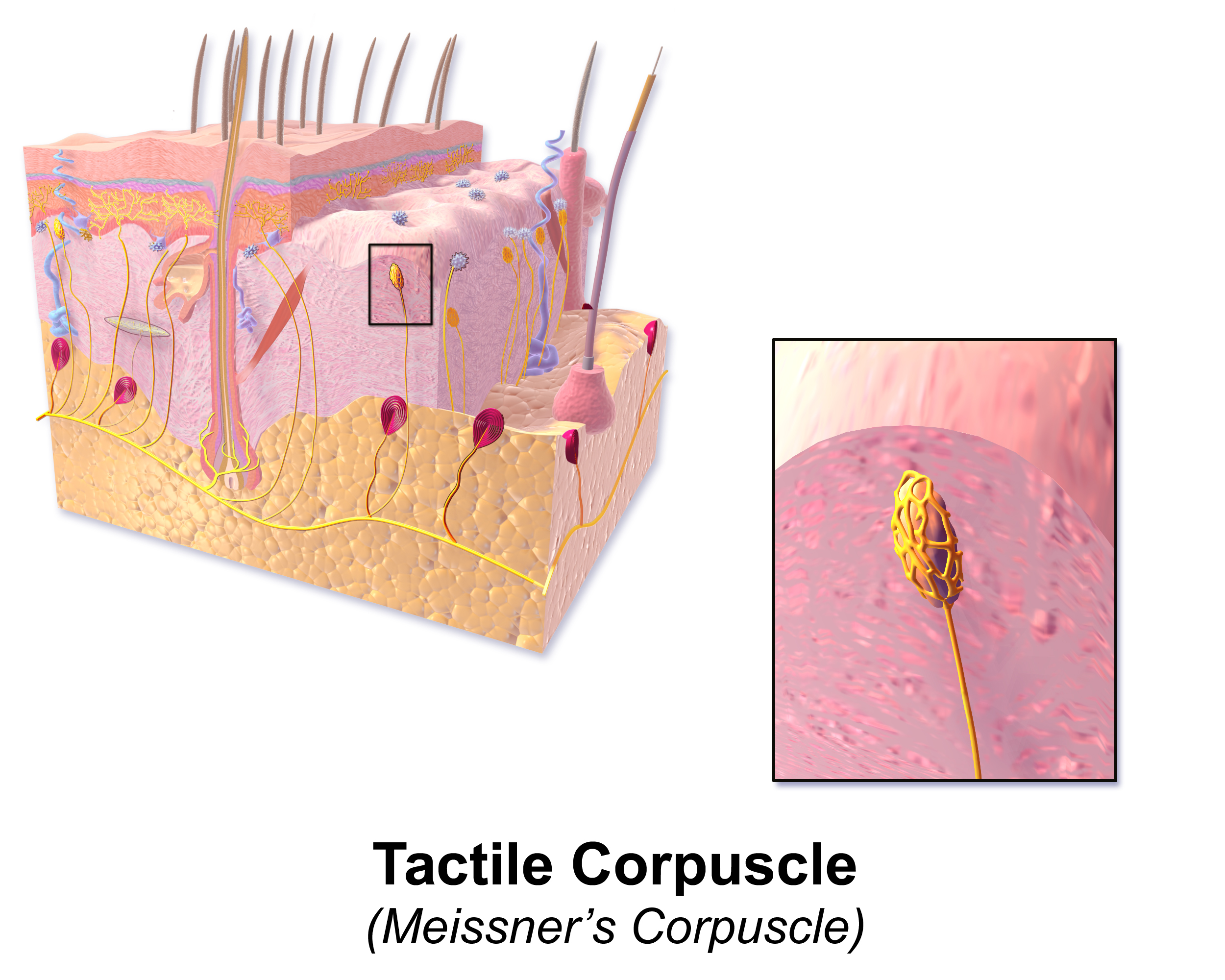

마이스너 소체(Meissner's corpuscle), 마이스너촉각소체(Meissner’s tactile corpuscle) 또는 촉각 소체(Tactile corpuscle)는 1852년 독일의 의사 G,마이스너가 발견한 촉각수용기 신경종말기관의 일종이다. 마이스너 소체는 사람의 손, 발에 있는 진피 같이 털이 없는 피부의 얕은 곳에 위치해 있고 땀샘의 배출관과 접한다. 같은 종말장치인 층판소체(層板小體)에 비해 작은 마이스너 소체는 길이 40~100μm, 폭 30~60μm 정도의 타원형 솔방울 모양이다. 비교적 얇은 피막 속에 촉각세포가 가로로 겹쳐져서 가로선이 보인다. 겹쳐진 세포군의 주위는 결합조직성 피막에 의해 감싸져 있다. 파충류 등의 피부에 있는 메르켈촉각세포나 조류의 그란드리촉각소체 등은 간단한 구조를 가진 마이스너 소체로 인정받는다. 피부의 진피에 있는 돌기 안에서 촉각과 압각을 느끼는 역할을 한다.

## 갤러리

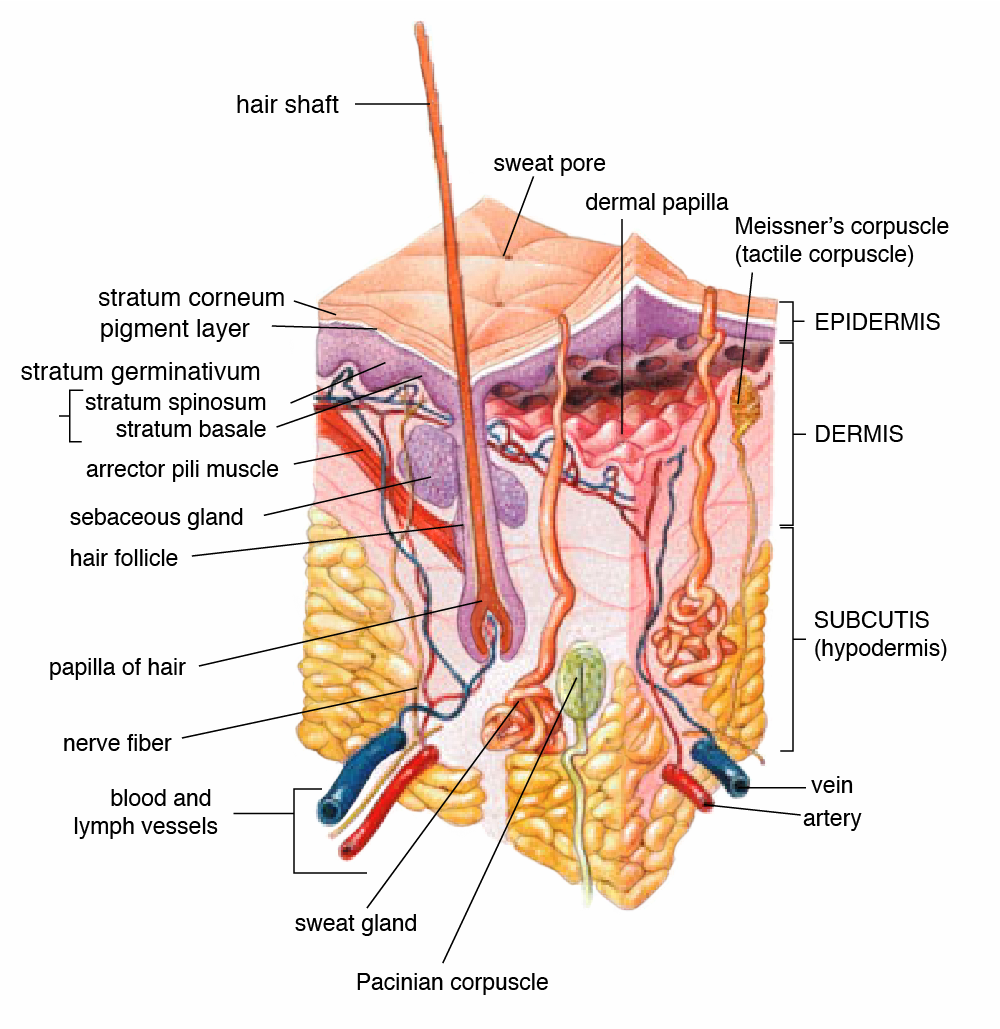
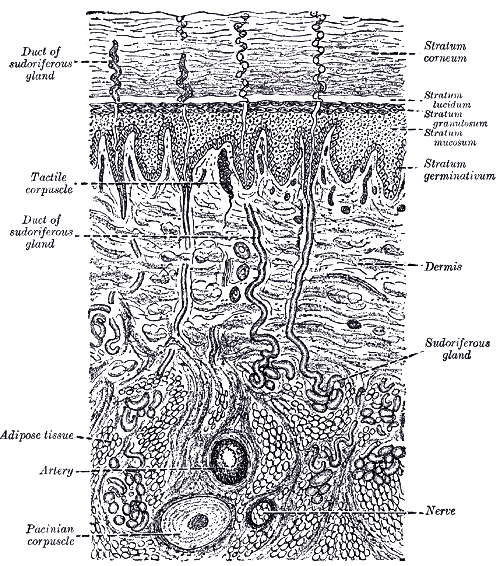
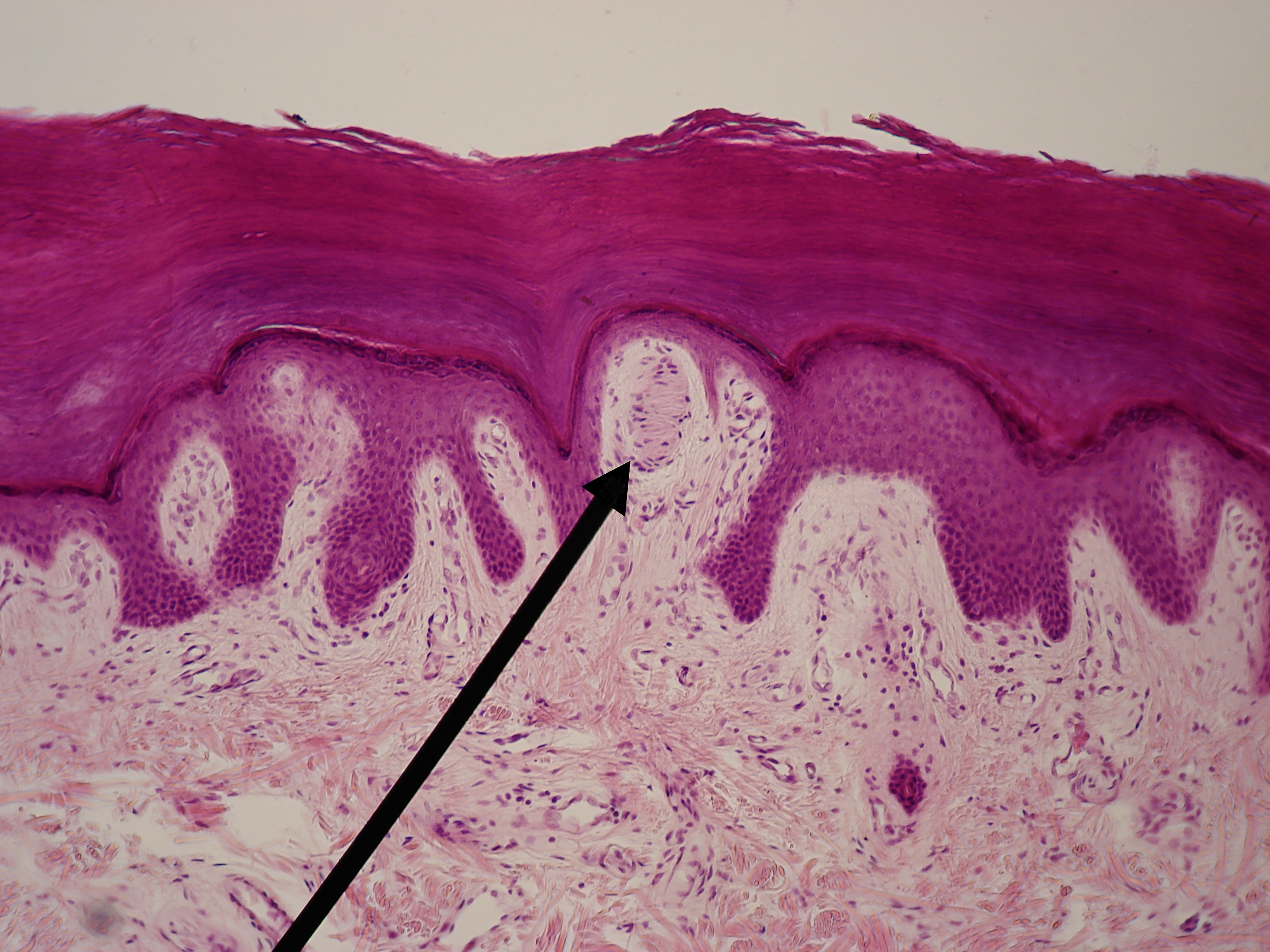